# L'Alberquilla
L'Alberquilla (oficialment La Alberquilla, localment la Barquilla), és un nucli rural de població catalanoparlant del Carxe, dins del parc regional Serra del Carxe. Es tracta d'un conjunt de cases antigues i de nova construcció, a pocs quilòmetres de Jumella, de la que és pedania. L'any 2006 registrava 26 habitants. Al seu terme existeix el Cuco de Zacarías, construcció en pedra seca, probablement de les societats calcolítiques, per a aixoplugar-se de las inclemències del temps.